# Гамбит Джерома
Гамбит Джерома — гамбитное продолжение в итальянской партии, возникающее после ходов: 
 1. e2-e4 e7-e5 
 2. Kg1-f3 Kb8-c6 
 3. Cf1-c4 Cf8-c5 
 4. Cc4:f7+.
Относится к открытым началам.

## История
Дебют назван по имени американского шахматного любителя Алонзо Джерома (1834—1902), опубликовавшего анализ данного начала в издании «Dubuque Chess Journal» в апреле 1874 года. В современной шахматной практике встречается редко.

## Идеи дебюта
Основная идея гамбита — пожертвовав слона за пешку, лишить чёрного короля рокировки и, пользуясь его ненадёжным положением, получить шансы на атаку. В своём исследовании А.Джером после 4. …Крe8:f7 рекомендовал продолжить игру путём 5. Kf3:e5+ Kc6:e5 6. Фd1-h5+ (либо 6. d2-d4), что, по его мнению, несмотря на хорошие шансы чёрных на оборону, давало белым интересные возможности для продолжения атаки.

## Варианты
- 4. …Kpe8-f8? — отказанный гамбит Джерома, невыгодный для чёрных, так как они остаются без пешки в плохой позиции.
- 4. …Крe8:f7 — принятый гамбит Джерома.
  - 5. с2-с3
  - 5. 0-0
  - 5. Фd1-e2
  - 5. Kf3:e5+ Кc6:e5 — «Двойной гамбит Джерома».
    - 6. d2-d4 Фd8-h4 7. 0-0 Ke5-g4 8. h2-h3 Cc5-d6 9. e4-e5 — белые получают возможность получить компенсацию за свои потери.
    - 6. Фd1-h5+ — наиболее популярное продолжение атаки.
      - 6. …g7-g6 — ход, предложенный Джозефом Блэкберном (см. партию ниже).
      - 6. …Ke5-g6 7. Фf5-d5+ Kpf7-f8 8. Фd5:c5+ d7-d6 9. Фc5-e3 — за пожертвованный материал белые получают компенсацию в виде двух центральных пешек и уязвимой позиции чёрного короля.
      - 6. …Крf7-f8 Фh5:e5 7. d7-d6 Фe5-g3 — белые получают материальную компенсацию, как и в предыдущем варианте, но в этом случае позиция чёрных более удачная.
      - 6. …Крf7-e6 — чёрные стремятся удержать фигуру в центре. При правильной игре они способны парировать угрозы белых.
        - 7. Фh5-e5 Kpe6-d6 8. f2-f4 либо 8. d2-d4
        - 7. f2-f4 — ход, предлагаемый компьютерными программами.
          - 7. …Фd8-f6 8. Лh1-f1
          - 7. …d7-d6 8. f4:e5 d6:e5 9. Фh5-h3+ Kpe6-f7 10. Фh3-h5 g7-g6 11. Фh5:e5 Cc5-d4

## Примерная партия
NN — Джозеф Генри Блэкберн, Англия, 1880
1. e2-e4 e7-e5 2. Kg1-f3 Kb8-c6 3. Cf1-c4 Cf8-c5 4. Cc4:f7+ Kрe8:f7 5. Kf3:e5+ Kc6:e5 6. Фd1-h5+ g7-g6 7. Фh5:e5 d7-d6 8. Фe5:h8 Фd8-h4 9. 0-0 Kg8-f6 10. c2-c3 Kf6-g4 11. h2-h3 Cc5:f2+ 12. Kpg1-h1 Cc8-f5 13. Лh8:a8 Фh4:h3+ 14. g2:h3 Cf5:e4x 0-1